# Clear
clear je standardní unixový příkaz, který se používá k vymazání obrazovky.
K tomu, aby clear vyčistil obrazovku, používá v závislosti na systému databáze terminfo nebo termcap, nebo se podívá do prostředí pro daný typ terminálu. Unixový příkaz clear nemá žádné argumenty a je zhruba analogický s příkazem cls systému MS-DOS.

## Použití
Pro vyčištění okna terminálu zadejte clear a stiskněte Enter.